# Leopold Zimmerl
Leopold Zimmerl (* 4. Mai 1899 in Wien; † 14. September 1945) war ein österreichisch-deutscher Jurist in der Zeit des Nationalsozialismus.

## Leben

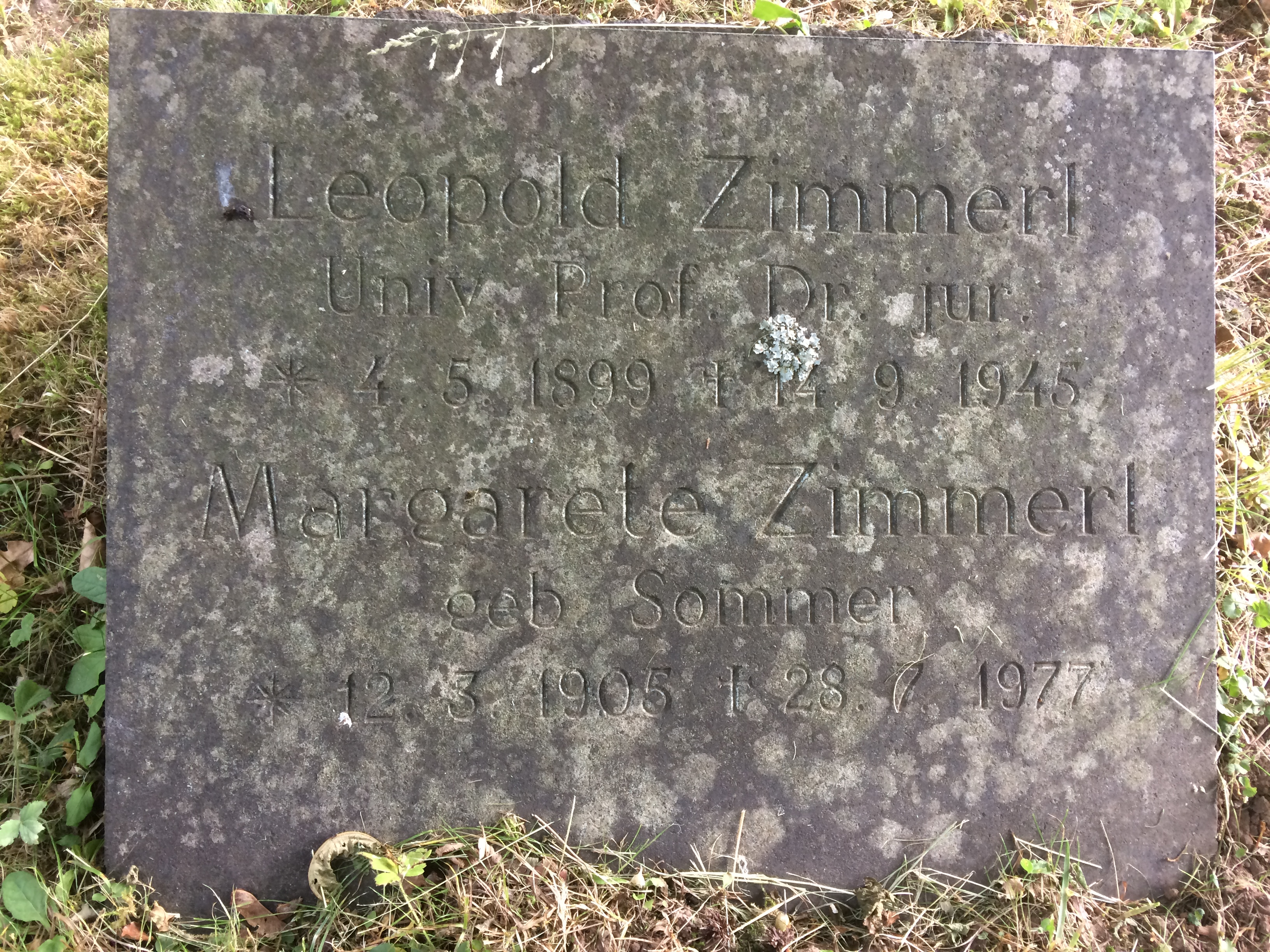
Grabstein von Leopold Zimmerl in Marburg

Nach Bestehen der Reifeprüfung im Jahr 1918 arbeitete Zimmerl in Wien und Amsterdam drei Jahre lang in kaufmännischen Berufen. Von 1921 bis 1925 studierte er an der Universität Wien Jura. Nach seiner Promotion im Dezember 1925 wurde er zum 1. Januar 1926 als wissenschaftliche Hilfskraft an der Lehrkanzel für Strafrecht der Universität Wien angestellt. 1928 habilitierte er sich in Wien mit der Habilitationsschrift „Zur Lehre vom Tatbestand“, die unter anderen von Wenzeslaus von Gleispach begutachtet wurde.
Von 1928 bis 1934 lehrte Zimmerl Strafrecht und Strafprozessrecht in Wien. Seit 1930 war er besoldeter „außerordentlicher Assistent“. Er wendete sich wie zuvor von Gleispach dem Nationalsozialismus zu und trat am 1. Juni 1931 in die NSDAP ein (Mitgliedsnummer 510.583). Seine Vorlesungen und Vorträge enthielten zunehmend politische Betrachtungen im völkisch-nationalsozialistischen Sinne. In einem Vortrag vom 1. Dezember 1931 vor dem Deutschen Herrenklub, dessen Mitglied er möglicherweise war, kritisierte er eine Dominanz von „undeutschen Gedanken aller Art“ im gegenwärtigen Recht. Die Übernahme des römischen Rechts sei abzulehnen, insbesondere da dieses zur Zeit seiner Entstehung schon nicht mehr römisch gewesen sei. Rom sei bereits „ein Volksgemisch aus Afrikanern, Asiaten, Mongolen aller Art“ gewesen. Dessen Recht „konnte kein kulturbedingtes Recht mehr sein.“ Noch dazu sei es durch jüngere „undeutsche Kulturströmungen“, namentlich den Liberalismus, den Kommunismus und den Amerikanismus, weiter verschlechtert worden. Zimmerl forderte die Schaffung eines wahrhaft „deutschen Strafrechts“, für das man auf „altgermanisches Denken zurückgreifen“ müsse. Ferner sei „nicht nur der Stand der Rechtsanwälte, sondern immer mehr auch der Stand der Richter und Staatsanwälte von volksfremden Elementen überflutet“.
Im Januar 1934 wurde Zimmerl von der Universität Wien entlassen. Als Entlassungsgründe kommen die Nähe Zimmerls und seines Förderers von Gleispach zum Nationalsozialismus, ein politisch unliebsamer Beitrag zum „Protestband“ Wiener Juristen in der Zeitschrift „Verwaltungsarchiv“, aber auch die schwierige finanzielle Lage der Universität in Frage. Im Personalstandverzeichnis 1933/1934 ist er nicht mehr aufgeführt. Im selben Jahr erfolgte seine Berufung an die Philipps-Universität Marburg. In Marburg positionierte sich Zimmerl mit Erich Schwinge als Gegner der Kieler Schule und trat der Verwendung des Begriffes „Gesundes Volksempfinden“ entgegen. Das ständige Verweisen auf das „gesunde Volksempfinden“ biete dem Richter gerade nicht, was er brauche. Der Begriff sei zu unbestimmt und sein Gehalt offensichtlich strittig. Er argumentierte: „So wenig derjenige der beste Nationalist sein muß, der am häufigsten und lautesten ‚Heil Hitler!’ schreit, so wenig ist es ein Beweis für die Volksnähe des Gesetzes, wenn es immer wieder behauptet, es zu sein.“ 1936/37 war Zimmerl Dekan der Juristischen Fakultät Marburg und Prorektor der Universität Marburg. Von April 1937 bis September 1938 war er Rektor in Marburg. Unter seiner Führung erfolgte eine Überprüfung aller Ehrensenatoren der Universität auf Regimetreue im Sinne der Rassengesetze und des Bekenntnisses zum NS-Staat. Dabei wurde in der Senatssitzung vom 21. Mai 1938 Georg Thöne und Wilhelm Lutsch die Ehrensenatorwürde aberkannt. Es kam zu zunehmenden Spannungen zwischen Zimmerl und Mitgliedern des NS-Dozentenbundes, in deren Verlauf Friedrich Wachtsmuth durch Zimmerl seines Amtes als Dekan der Philosophischen Fakultät enthoben wurde. Darauf folgten Auseinandersetzungen mit dem Gaudozentenbundführer Düring und dem Dozentenbundführer an der Universität Marburg, Theodor Bersin. Da Zimmerl innerhalb der Dozentenschaft keine Unterstützung fand und auch seine Anträge auf Amtsenthebung Dürings und Bersins beim Preußischen Kultusministerium und Gauleiter Karl Weinrich nicht entschieden wurden, reichte er am 15. Juli 1938 seinen Rücktritt als Rektor ein.
Zimmerl starb am 14. September 1945. Sein Grab befindet sich in Marburg.

## Werke
- Zur Lehre vom Tatbestand : übersehene und vernachlässigte Probleme, Breslau 1928 (Habilitationsschrift)
- Aufbau des Strafrechtssystems, Tübingen 1930
- Strafrechtliche Arbeitsmethode de Lege Ferenda; Walter de Gruyter & Co., Berlin und Leipzig 1931 (Digitalisat (auszugsw.) bei Google Books)